# Sleepy John Estes
Sleepy John Estes, geboren als John Adam Estes (Ripley, 25 januari 1899 - Brownsville, 5 juni 1977) was een Amerikaanse bluesmuzikant (zang, gitaar) en componist.

## Biografie
John Estes werd na een honkbal-ongeluk blind aan het rechteroog. Hij bouwde al vroeg uit sigarendozen gitaren om daarop te spelen. In 1915 verhuisde de familie naar Brownsville, waar Estes de mandolinespeler Yank Rachell ontmoette. Beiden werden jarenlange bluespartners. Een verdere jeugdvriend van Estes was Sonny Boy Williamson II.
Estes, Rachell en Hammie Nixon (mondharmonica) traden vaak samen op. Met de jugspeler en pianist Jab Jones formeerden Estes en Rachell in Memphis de Three J's Jug Band, die in 1929 en 1930 enkele opnamen maakte. In 1931 gingen Estes en Nixon naar Chicago. Later trokken ze op zoek naar optredens rond. In 1937 en 1938 maakten ze opnamen in New York, o.a. samen met Robert Nighthawk. Nummers als de Milk Cow Blues (1930) werden klassiekers. Ook zijn song Everybody Oughta Make a Change werd weer opgenomen.
In 1941 ging Estes terug naar Brownsville. Muzikaal werd het stil rond hem en men zei, dat hij zelfs voor dood werd gehouden. In 1950 werd hij geheel blind. In het zog van de folkrevival werd hij in 1962, volledig verarmd, herontdekt. In 1964 trad hij met Rachell en Nixon op tijdens het Newport Folk Festival, nam hij enkele albums op en ging hij weer op tournee, voordat gezondheidsklachten hem bonden aan zijn woning in Brownsville.

## Overlijden
Sleepy John Estes overleed in juni 1977 op 78-jarige leeftijd. Hij werd bijgezet in Durhamville.

## Discografie
- Complete Recorded Works 1929–1941 Vols 1–2
- Ain’t Gonna Be Worried No More 1929–1941
- The Legend of Sleepy John Estes
- Broke and Hungry
- Brownsville Blues
- Down South Blues
- Sleepy John Estes In Europe
- Electric Sleep

- Bibliothèque nationale de France: cb139318397 (data)
- Gemeinsame Normdatei: 134368894
- International Standard Name Identifier: 0000 0000 7981 9836
- Library of Congress Control Number: n84022114
- MusicBrainz: 3bef5827-7f0e-4011-8f3c-50cf29bb187e
- Nationale Bibliotheek van Tsjechië: ola2002159288
- Nederlandse Thesaurus van Auteursnamen: 097457124
- SNAC: w6np4fh7
- Système universitaire de documentation: 088522156
- Trove: 1036183
- Virtual International Authority File: 5121080
- WorldCat: E39PBJkT7tX9DBdqd4bKyp4Qbd